# 大白鲸
《大白鲸》是一部1980年播映的日本電視動畫。台灣於1984年（民國73年）1月20日至7月13日間，每週五晚間6:30～7:00時段由台視播出。香港播映時譯名為《巨鯨無比敵》。

## 故事
距今3萬年前，地球上曾經存在著擁有高度文明的兩塊大陸，一為愛好和平以大白鯨作為守護神的吉睦大陸，另為天生野蠻只崇尚武力窮兵黷武的亞特蘭提斯（アトランティス）大陸，其帝王查爾根以『熱能元素』自恃懷揣而發動了戰爭。吉睦的領導者那睦深知雙方若引發全面交戰，恐怕只會使地球遭致毀滅一途，便用竭盡己力將亞特蘭提斯送往異次元，而吉睦也因此而沉沒至海中……。
西元1982年3月，太陽系的行星呈現一直線的排列，致使地球上世界各地相繼出現空前未有的災難。事實上此乃事出有因，一切全歸咎於亞特蘭提斯大陸的重現，這次擁有強大科技武力的他們卻是想要征服地球。而對此早有預料的拉·睦事先將頭腦移植至大白鯨上一同甦醒，號召一群與吉睦有淵緣的年輕人在復活節島（イースター）集合，與其女兒瑪多拉合力向亞特蘭提斯帝國展開一場不屈不撓的戰鬥。

## 主要人物
括號內為當時台視版人物譯名。

### 吉睦
- 白銀劍（白金龍）　配音：武岡淳一

本作的主角，男生，15歲。
意外加入了吉睦隊伍，並成為了他們的領導。
- 白城讓（白鐵漢）　配音：井上和彦

男生，15歲。
隊伍中最高的，擁有一個比地球人強大的身體。
- 白鳥麗（白美麗）　配音：千々松幸子

女生，14歲。
隊伍中的女孩，擁有預知能力。
- 白風信（白志信）　配音：鈴置洋孝

男生，15歲。
是隊伍中最大隻的，性格善良，熱愛大自然，可以和動物溝通。
- 白川學（白清玄）　配音：塚瀨紀子

男生，13歲。
隊伍中最年輕的，帶著眼鏡，擁有豐富的知識，能夠破解古文字，不太會游泳。
- 拉·睦（納木長老）（ラ・ムー）　配音：杉田俊也

吉睦的先知領袖。
- 瑪多拉（瑪諾娜）（マドーラ）　配音：吉田理保子

拉·睦的女兒，設定年齡為14歲。
- 米尤（小天使）（ミュー）　配音：栗葉子

一隻天使吉祥物
擁有小男孩的身體，一對翅膀和一隻角，劇中沒有穿任何的衣物。
了解有關白鯨的所有事情。

### 亞特蘭斯
- 戈爾戈斯（高爾豪斯）（ゴルゴス）　配音：伊武雅之

- 普拉都斯（布拉都斯）（プラトス）　配音：古川登志夫

- 拉·梅爾（ラ・メール）　配音：小山茉美

- 海德（ハイド）　配音：大木民夫

- 女王空多拉[2]（女帝コンドラ）　配音：沢田敏子

- 帝王查爾根（ザルゴン）　配音：渡部猛

## 登場機械
- 大白鯨

於第19集變身為宇宙飛船，一次能夠發射5口電子熱球（熱球ビーム）。劇末在眾人的祈禱下『穀物元素（ラ・グリル）』賦予了其最後之力衝向查爾根要塞。
- 飛船（ムーバル）

- 宮諾爾（コンドル）要塞

- 查爾根（ザルゴン）要塞

- 熱能元素動力砲（オリハルコンパワービーム）

## 工作人員
- 企劃：福尾元夫
- 制作人：山根治、赤川茂
- 總監督：今沢哲男
- 作畫監督：香西隆男
- 機械设定：青木悠三
- 修正：金田伊功、本橋秀之、亀垣一
- 美術：石垣努
- 音樂：羽田健太郎
- 選曲：赤塚不二夫（與漫畫家赤塚不二夫同姓同名）
- 錄音指導：山崎あきら
- 製作：讀賣電視台、東京ムービー

## 劇集列表
|    | 原文標題 | 台視標題   |
| -- | -------- | ---------- |
| 1  |          | 暗無天日   |
| 2  |          | 危機四伏   |
| 3  |          | 何處是兒家 |
| 4  |          | 3萬年前    |
| 5  |          | 白鯨出擊   |
| 6  |          | 白鯨失利   |
| 7  |          | 千呼萬喚   |
| 8  |          | 美人兒     |
| 9  |          | 先入為主   |
| 10 |          | 足球大賽   |
| 11 |          | 危險海域   |
| 12 |          | 古代寶藏   |
| 13 |          | 熱能元素   |
| 14 |          | 古代都市   |
| 15 |          | 生死與共   |
| 16 |          | 重整南部   |
| 17 |          | 欲擒故縱   |
| 18 |          | 以德報怨   |
| 19 |          | 任重道遠   |
| 20 |          | 急中生智   |
| 21 |          | 破釜沉舟   |
| 22 |          | 女王的下場 |
| 23 |          | 愛的感召   |
| 24 |          | 亂世鴛鴦   |
| 25 |          | 最後決戰   |
| 26 |          | 還我山河   |

## 主題歌
- 日本
  - 片頭曲：（演唱：水木一郎、作詞：山川啓介、作曲：浜圭介、編曲：羽田健太郎）
  - 片尾曲：（演唱：水木一郎、作詞：山川啓介、作曲：浜圭介、編曲：羽田健太郎）

- 台灣
  - 『大白鯨』（作詞：許杭、作曲：葉子）

## 外部連結
- 台灣電視資料庫[永久]
- 日本官方（页面存档备份，存于）（日語）